# Hávnatka psí
Hávnatka psí (Peltigera canina) je hojný lišejník z čeledi hávnatkovité (Peltigeraceae). Má lupenitou stélku, na okrajích hluboce laločnatou. Stélka této hávnatky je na svrchní straně šedavě černá či nahnědlá, v suchu získává papírový vzhled a ve vlhku opět nasává vodu. Ve spodní části obsahuje rhiziny, dlouhé až několik mm, které přichytávají střed stélky k povrchu půdy. Na svrchní straně jsou také apothecia, plodnice houby – hávnatka je bohatě plodná.
Je rozšířena od nížin až do hor, v lesích i mimo les. Upřednostňuje spíše vlhké a méně úživné půdy, často spolu s mechy. Název pochází ze skutečnosti, že jejich plodnice připomínají zuby psů, z tohoto důvodu se ve středověku používala proti vzteklině.